# Fronsac, Haute-Garonne
Fronsac là một xã thuộc tỉnh Haute-Garonne trong vùng Occitanie ở tây nam Pháp, bên tuyến Route nationale 618. Dân số năm 1999 là 216 người.